# Saint-Gilles-les-Bois
Saint-Gilles-les-Bois é uma comuna francesa na região administrativa da Bretanha, no departamento Côtes-d'Armor. Estende-se por uma área de 9,36 km². Em 2010 a comuna tinha 434 habitantes (densidade: 46,4 hab./km²).